# Сороцні
Сороцні (біл. Сорацні) — село в Білорусі, у Дорогичинському районі Берестейської області. Орган місцевого самоврядування — Дорогичинська сільська рада.

## Історія
У 1921 році село входило до складу гміни Бездіж Дорогичинський повіту Поліського воєводства Польської Республіки.
15 вересня 1942 року німці розстріляли в селі 144 жителів.

## Населення
За переписом населення Білорусі 2009 року чисельність населення села становило 107 осіб.
Станом на 10 вересня 1921 року в селі налічувалося 78 будинків та 445 мешканців, з них:
- 232 чоловіки та 213 жінок;
- 445 православних;
- 445 українців (русинів).